# Júdás Makkabeus
Júdás Makkabeus (héberül: יהודה המכבי, átírva Y'hudhah HaMakabi), (?, i. e. 1. évezred – Elasa, i. e. 160) zsidó fölkelő és kohanita pap a Kr. e. 2. században. A deuterokanonikus Makkabeusok első és második könyvében tárgyalt Makkabeus-felkelés vezetője.

## Élete
Apja (Makkabeus) Mattatiás, aki megindította a harcot a zsidók vallási és politikai szabadságáért. Apja halála után a mozgalom élére állt. A nép közül rengetegen csatlakoztak hozzá. Jelentős győzelmeket aratott és Kr. e. 165-ben visszafoglalta Jeruzsálemet a szeleukidáktól. Megtisztította és újra felszentelte a templomot, helyreállította a zsidó szertartásokat (ennek emlékére tartják a mai napig a hanuka ünnepet). Kivívta, hogy a zsidók vallási szokásaik szerint szabadon élhessenek. Kr. e. 160-ban egy csatában halt meg. Halála után fivére, Jonatán került a felkelési mozgalom és a nép élére.